# Polizia delle Renne
La Polizia delle Renne (Reinpolitiet) è un reparto speciale della polizia norvegese, responsabile della protezione dell'allevamento di renne Sami nella Norvegia settentrionale. Fu istituita nel 1949, e ha un'area di responsabilità che copre circa 56000 km² nelle contee di Finnmark e Troms.
I compiti della Polizia delle Renne si concentrano in particolar modo sulla prevenzione e risoluzione dei conflitti legati alla gestione delle mandrie di renne, ma includono anche compiti di polizia e di lotta alla criminalità generale e ambientale.